# Реґув-Новий
Реґув-Новий (пол. Regów Nowy) — село в Польщі, у гміні Ґневошув Козеницького повіту Мазовецького воєводства.
У 1975-1998 роках село належало до Радомського воєводства.